# Christian Death
Christian Death — культовий андеграундний американський гурт, що грає в жанрі дет-рок, утворений в Лос-Анджелесі, Каліфорнія, в 1979 році. Став відомим за своїм альбомом Only Theatre of Pain, випущеним у 1982 році під час зародження готик-рок-сцени.

## Історія
Розз Вільямс заснував Christian Death у жовтні 1979 у 16 років, разом із басистом Джеймсом Макгірті, барабанщиком Джорджем Беланджером та гітаристом Джеєм. Назва Christian Death - сатирична гра слів із Christian Dior. Перший виступ гурту відбувся у Castration Squad. У 1980 - 1981 роках гурт виступив на різних шоу з 45 Grave, Social Distortion та Adolescents.
У лютому 1981 Christian Death взяли перерву. Розз Вільямс сконцентрувався на побічному проекті Premature Ejaculation, спільно з Роном Еті. Того ж літа до гурту приєднався гітарист Рікк Егню (Adolescents), який замінив Джея. Наприкінці 1981 року було випущено альбом компіляцій Hell Comes to Your House. Запис Deathwish підняло інтерес до Christian Death на новий рівень, і Ліза Фанчер (Lisa Fancher) підписала контракт на роботу гурту з її Frontier Records. Дебютний альбом Only Theatre of Pain вийшов у березні 1982 року. Рон Ці та Єва Ортіз (Eva Ortiz) брали участь у записі вокалу, над дизайном обкладинки альбому працював сам Розз. Альбом критикували у пресі, але він був помічений. 
Концерти Christian Death стали більш театралізованими. Розз іноді виходив на сцену у вінчальній сукні, святотатствував над розп'яттям, представляючи на сцені власне. Ці та інші дії призвели до того, що релігійні групи влаштовували демонстрації протесту перед концертами, спалювали копії альбомів гурту і навіть домоглися відміни деяких концертів. Рікк Егню та Джордж Беланджер пішли з гурту наприкінці 1982 року, а Єва Ортіз і Чайна зайняли їхні місця на концертах. Майкл Монтана замінив Єву після першого концерту Christian Death та Pompeii 99.
Розза запросили на вечірку, де він познайомився з Валором Кандом (Valor Kand) та Девідом Глассом (David Glass). Вони обговорювали можливі спільні виступи Christian Death і Pompeii 99, але в 1982 році гурт Christian Death розпався у зв'язку з масовою неявкою на репетиції через наркотичну залежність, яку мали учасники. Платівка Only Theatre of Pain вийшла у Франції у 1983 році, і Ян Фенсі хотів, щоб Christian Death гастролювали в Європі. Розз, не маючи зараз свого гурту, прийняв пропозицію з'єднатися з Pompeii 99. Він хотів назвати новий колектив Daucus Karota, на честь імені галюцинації з книги The Drug Experience, але продовжили використовувати ім'я Christian Death.
На той момент гурт мав такий склад: Розз – вокал, Валор – гітара, Житан Демон – клавішні та бек-вокал, Девід Гласс - барабани, і Констанс Сміт - бас-гітара. У цьому складі вони виступали в Лос-Анджелесі та його окрузі, у клубах The Roxy та Fenders Ballroom.
Наприкінці 1983 року їх запросили на американське музичне шоу "Media Blitz", де вони виконали пісні "Cavity" та "Romeo's Distress" і дали коротке інтерв'ю. 
Catastrophe Ballet був записаний у цей час у студії Rockfield, що знаходиться в Монмуті, Уельс. Замість релігійних тем дебюту новий альбом був насичений сюрреалізмом і дадаїстськими темами, Розз навіть присвятив цю роботу Андре Бретону. Констанс Сміт пішов із колективу після завершення альбому і був замінений Дейвом Робертсом.
Восени 1984 Christian Death повернулися в Америку для запису альбому Ashes, який вийшов наступного року. Їх виступ у голлівудському Berwin Entertainment Centre було записано і випущено під назвою The Decomposition of Violets. У цих концертах також брали участь Джефф Вільямс та Баррі Галвін. Перед початком гастролей в Італії Розз вирішив піти з гурту, бо не хотів продовжувати роботу з рутинним стилем року.
Розз офіційно пішов із групи у квітні 1985 року перед гастролями в Європі. Він попросив Житан не продовжувати під ім'ям Christian Death, і колектив перейменували у Sin and Sacrifice. Через деякий час виявилося, що назву Christian Death продовжив використовувати Валор, що дуже обурило Розза. Він вважав, що це лише його гурт і тільки  він має право припинити його існування. Житан підтримала Валора, хоча розділяла думку Розза. Через кілька років Валор офіційно виграв право на використання імені.

## Дискографія

### Альбоми
- 1982 : Only Theatre of Pain
- 1984 : Catastrophe Ballet
- 1985 : Ashes
- 1992 : The Iron Mask
- 1993 : The Path of Sorrows
- 1994 : The Rage of Angels

### EP
- 1981 : Deathwish

- 1992 : Skeleton Kiss
- 1992 : Spiritual Cramp

- 1981 : Live at the Whisky a Go Go
- 1982 : Los Angeles Anticlub, 13 листопада (bootleg)
- 1984 : Catastrophe Ballet Live
- 1986 : The Decomposition of Violets
- 1990 : Heavens and Hells
- 1993 : Iconologia
- 1993 : Sleepless Nights
- 1993 : Invocations
- 1994 : The Doll's Theatre

### Збірки
- 1993 : Mandylion (під назвою Christ Death в Європі)
- 1993 : Invocations 1981-1989
- 1999 : The Best of Christian Death
- 2005 : Death Club 1981-1993
- 2007 : Romeo's Distress
- 2007 : Six Six Sixth Communion

## Спільно з Valor Kand

### Альбоми
- 1986 : Atrocities
- 1987 : The Scriptures
- 1988 : Sex, Drugs and Jesus Christ
- 1989 : All the Love All the Hate (Part 1 - All the Love)
- 1989 : All the Love All the Hate (Part 2 - All the Hate)
- 1990 : Insanus, Ultio, Proditio, Misericordiaque
- 1994 : Sexy Death God
- 1996 : Prophecies
- 1998 : Pornographic Messiah
- 2000 : Born Again Anti-Christian
- 2007 : American Inquisition
- 2015 : The Root of All Evilution
- 2022 : Evil Becomes Rule

### EP
- 1985 : The Wind Kissed Pictures
- 1995 : Amen

### Сингли
- 1986 : Believers of the Unpure
- 1987 : Sick of Love
- 1988 : Church of No Return
- 1988 : What's the Verdict
- 1989 : Zero Sex
- 1989 : We Fall Like Love / I Hate You

### Live
- 1987 : Jesus Christ Proudly Presents
- 1989 : The Heretics Alive
- 1995 : Amen

### Компіляції
- 1990 : Past, Present and Forever
- 1991 : Jesus Points the Bone at You?
- 1999 : The Bible